# 오텔 드 랑부예

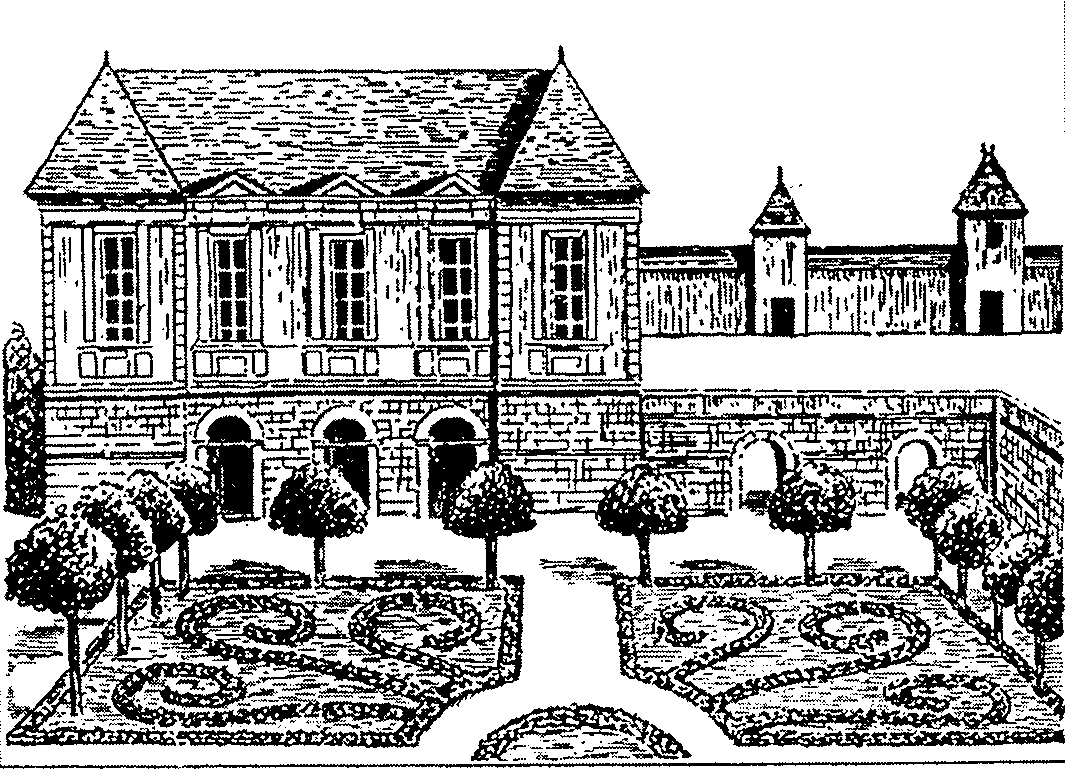
L’Hôtel de Rambouillet d’après une gravure de Gomboust (1652)

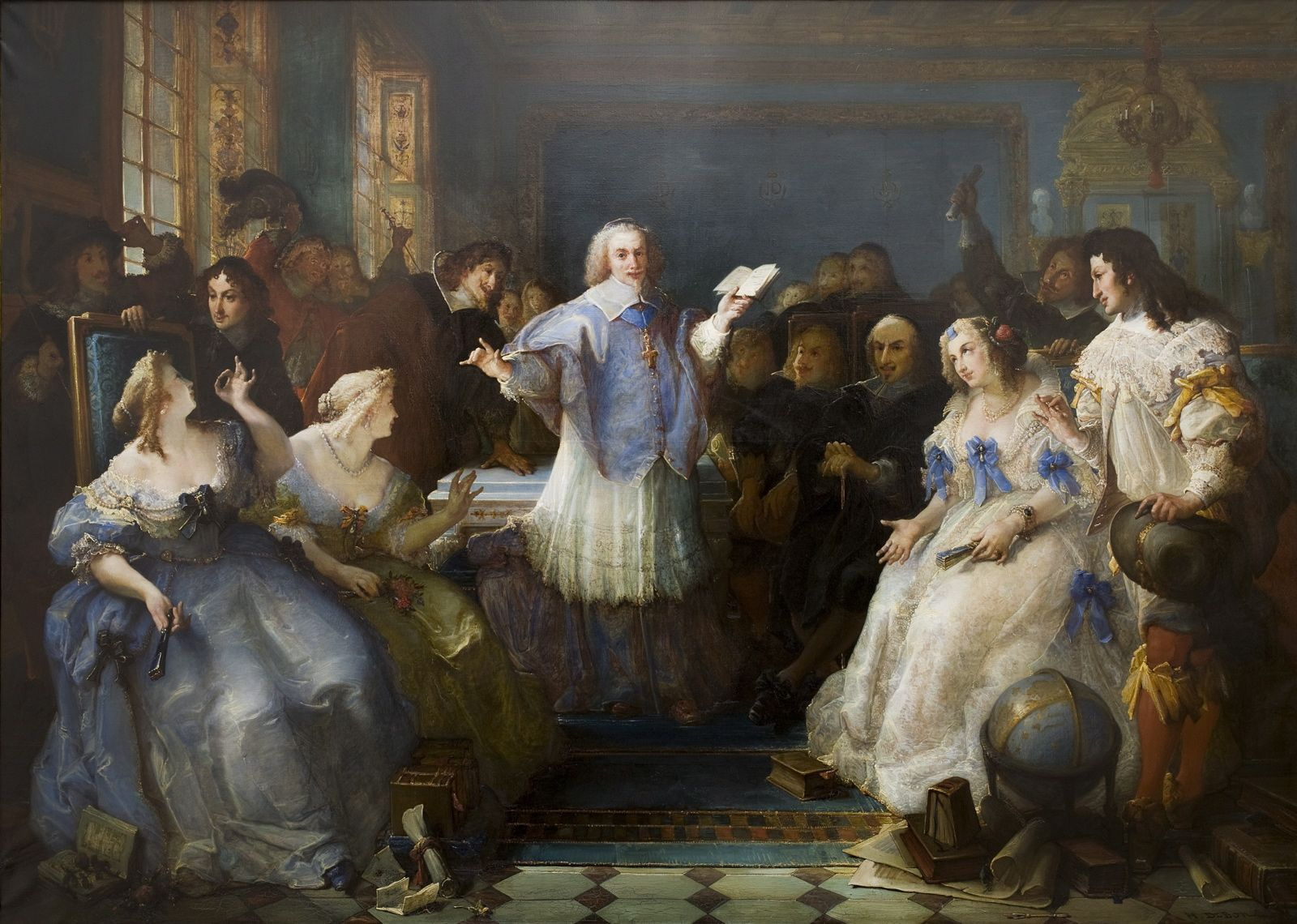
Une séance à l’Hôtel de Rambouillet par Francois-Hippolyte Debon.

오텔 드 랑부예(Hôtel de Rambouillet)는 과거 파리에 있던 대저택이다. 랑부예 후작 앙젠의 부인, 카트린 드 비본이 1608년부터 그녀가 사망한 1665년까지 이곳에서 문학 살롱을 운영한 것으로 유명하다. 오텔 드 랑부예는 생토마뒤루브르Saint-Thomas-du-Louvre 가에 있었는데, 아마 현재 루브르의 튀르고관(館)이 있는 자리에 위치했을 것으로 추정된다.

## 역사
생토노레로(路)에 있던 전(前) 오텔 드 랑부예는 추기경 궁Palais Cardinal(훗날의 팔레 루아얄)에 흡수된다.
당대 가장 뛰어난 여성 중 하나였던 카트린 드 비본의 살롱은 "카트린"의 철자 순서를 바꾼 "독보적인 아르테니스Arthénice"라는 별칭을 갖고있었는데, 이 살롱이야말로 당대 가장 빛나던 살롱이었다.

### 내용주
1. ↑  생토노레Saint-Honoré 가와 수직으로 놓인 도로
2. ↑  당대 문학계에서 유행하던 관습이다.